# Jüdische Gemeinde Külsheim

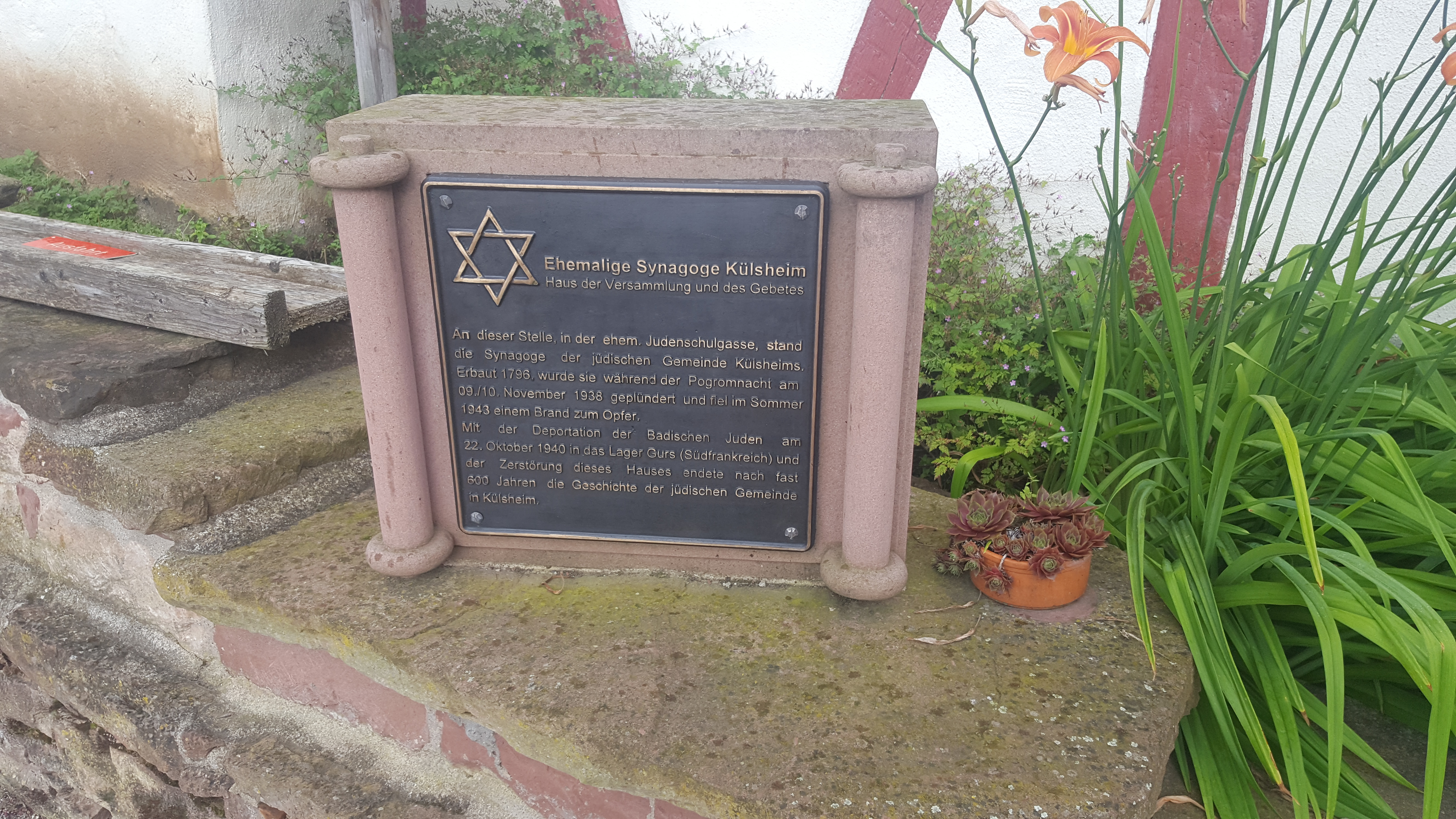
Denkmal zur Erinnerung an die Juden der Stadt an den Mauerresten der ehemaligen Synagoge Külsheim

Die Jüdische Gemeinde in Külsheim bestand vom Mittelalter bis zur Zeit des Nationalsozialismus.

## Geschichte

### Historische Entwicklung der jüdischen Gemeinde
In Külsheim bestand seit dem Mittelalter eine jüdische Gemeinde. Judenverfolgungen im Ort wurden 1298, 1337 und 1348/49 genannt. In der Neuzeit bestand die jüdische Gemeinde Külsheim bis 1940.
Die jüdische Gemeinde Külsheim besaß die Synagoge Külsheim, eine jüdische Schule (bis 1876 als Konfessionsschule, danach eine Religionsschule) und ein rituelles Bad. Die Toten der jüdischen Gemeinde wurden auf dem jüdischen Friedhof Külsheim bestattet. Ein eigener Religionslehrer war angestellt, der zugleich als Vorbeter und Schochet tätig war. Seit 1827 gehörte die jüdische Gemeinde Külsheim zum Bezirksrabbinat Wertheim, das von 1850 bis 1864 vorübergehend seinen Sitz bei der jüdischen Gemeinde Tauberbischofsheim hatte.

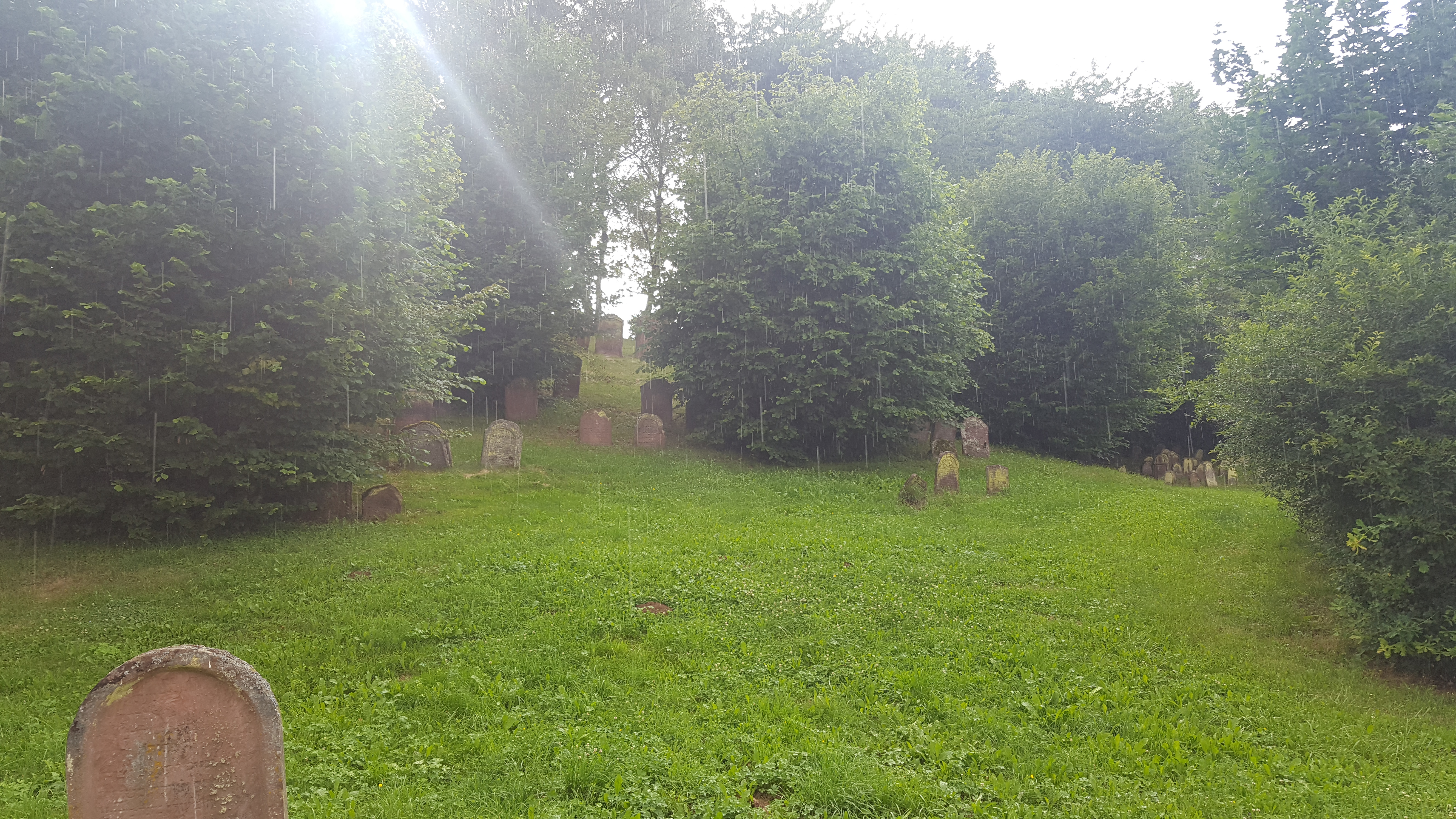
Jüdischer Friedhof in Külsheim

Im Jahr 1825 gab es in Külsheim 51 jüdische Einwohner, etwa zwei Prozent von 2539 Einwohnern. Die höchste Anzahl an jüdischen Einwohner dokumentierte man 1864 mit 211 jüdischen Einwohnern. Anschließend gingen die Zahlen zurück. 1871 lebten 196 jüdische Bürger in Külsheim. Das entsprach 10,7 Prozent von den damals in Külsheim wohnenden 1833 Einwohnern. Im Jahr 1880 gab es noch 180 Juden in Külsheim. Im Jahr 1900 war die Zahl jüdischer Einwohner auf 122 gefallen. Dies entsprach 7,3 Prozent von 1680 Einwohnern. Zu Beginn des 20. Jahrhunderts ging die die Einwohnerzahl der Juden immer weiter zurück. Am 22. Oktober 1940 wurden die letzten 13 jüdischen Einwohner aus Külsheim ins KZ Gurs deportiert.
Die Einrichtungen der jüdischen Gemeinde waren eine Synagoge, eine Schule (Konfessionsschule bis 1876, danach Religionsschule; im Gebäude der Synagoge untergebracht), ein rituelles Bad und einen jüdischen Friedhof. Dieser diente vorübergehend als Bezirksfriedhof auch umliegender Gemeinden. Die jüdischen Familien in Külsheim lebten hauptsächlich vom Handel mit Vieh und Landesproduktionen. Einige gründeten ab Mitte des 19. Jahrhunderts Landesgeschäfte.

### Opfer des Holocaust
Von den jüdischen Personen, die in Külsheim geboren wurden oder längere Zeit im Ort wohnten, kamen im Holocaust  nachweislich ums Leben: Ester Adler geb. Hahn (1864), Nathan Adler (1885), Nathan Adler (1887), Samuel Adler (1880), Feist Baum (1870), Johanna Baum (1872), Johanna Benedik geb. Brückheimer (1875), Jakob Blum (1873), Fanny Brückheimer (1879), Hedwig Brückheimer (1896), Hilde Brückheimer (1894), Max Brückheimer (1882), Selma Brückheimer (1893), Therese Brückheimer geb. Pappenheimer (1863), Zerline Brückheimer (1889), Berta Bär geb. Hausmann (1886), Luise Bär (1922), Samuel Bär (1883), Bernhard Hahn (1880), Jettchen Hahn (1887), Jakob Kahn (1882), Rebekka Kastanienbaum (1869), Helene Kaufmann geb. Brückheim (1877), Barbara Kuhn (1882),  Bella Levy (1893), Berta Neumann geb. Hahn (1884), Leopold Neumann (1882), Albert Reichert (1895), Johanna Reichert geb. Kuhn (1899), Rosalie Rosenberg geb. Held (1863), Recha Scheuer geb. Rosenberg (1891), Samuel Scheuer (1877), Sophie Scheuer (1922), Moses Schloß (1871), Sophie Schwarzschild geb. Brückheimer (1881), Ella Seligmann (1876), Karoline Sichel geb. Neumann (1854), Moses Strauß (1879), Abraham Strauß (1869), Caroline Weingarten geb. Hahn (1861) und Aron Weißbacher (1885).